# Моральний нігілізм
Мора́льний нігілі́зм (також відомий як етични́й нігілі́зм) — це метаетичний погляд, згідно з яким ніщо не є морально правильним чи неправильним.
Моральний нігілізм відрізняється від морального релятивізму, який визначає неправильність з точки зору певної культури чи окремої людини. Він також відрізняється від експресивізму, який припускає, що коли ми робимо моральні заяви, «ми не намагаємося описати, яким є світ… ми даємо вихід нашим емоціям, наказуємо іншим діяти певним чином або розкриваємо план дій».
Нігілізм не означає, що ми повинні відмовитися від використання моральної чи етичної мови; деякі нігілісти стверджують, що вона залишається корисним інструментом.

## Форми нігілізму
Моральні нігілісти погоджуються з тим, що всі твердження на кшталт «вбивство є морально неправильним» не відповідають дійсності. Але різні нігілістичні погляди відрізняються у двох аспектах.
Одні можуть сказати, що такі твердження не є ні істинними, ні хибними; інші кажуть, що всі вони хибні.
Нігілісти відрізняються за обсягом своїх теорій. Теоретики помилок зазвичай стверджують, що хибними є лише виразно моральні твердження; практичні нігілісти стверджують, що не існує жодних причин для дій; деякі нігілісти розширюють це твердження, включаючи в нього причини для віри.

### Етична мова
Джей Л. Маккі стверджує, що нормативні моральні вимоги є істинними лише тоді, коли існують моральні властивості, але оскільки їх немає, то всі такі вимоги є хибними.
Інші версії теорії стверджують, що моральні вимоги не є ні істинними, ні хибними, оскільки вони припускають існування моральних фактів, яких не існує. Розглянемо, наприклад, твердження, що нинішній король Франції лисий. Дехто стверджує, що це твердження не є ні істинним, ні хибним, оскільки воно передбачає, що нинішній король Франції є, але його немає. Це твердження страждає від «помилки припущення». Річард Джойс (2001) захищає цю форму морального нігілізму під назвою «фікціоналізм».

### Питання про сферу застосування
Теорія помилок базується на трьох принципах:
1. У цьому світі немає жодних моральних рис; ніщо не є правильним чи неправильним.
2. Отже, жодні моральні судження не є істинними,
3. Наші щирі моральні судження намагаються, але завжди невдало, описати моральні риси речей.

Тому ми завжди помиляємося, коли мислимо моральними категоріями. Ми намагаємося говорити правду, коли робимо моральні судження. Але оскільки моральної правди не існує, то всі наші моральні твердження є помилковими. Звідси й помилка. Ці три принципи приводять до висновку, що морального знання не існує. Знання вимагає істини. Якщо немає моральної істини, то не може бути й морального знання. Тому моральні цінності є суто ілюзорними.

## Аргументи на користь нігілізму

### Аргумент Маккі
Найвідомішим аргументом на користь нігілізму є аргумент Маккі.
Джон Леслі Маккі стверджує, що не існує об'єктивних етичних цінностей, стверджуючи, що вони були б чужими (дивними):
Якби існували об'єктивні цінності, то вони були б сутностями, якостями або відносинами дуже дивного роду, абсолютно відмінними від усього іншого у всесвіті.
Для всіх тих, хто також вважає такі сутності рідкісними (prima facie неправдоподібними), є підстави сумніватися в існуванні об'єктивних цінностей.
У своїй книзі «Мораль без основ: захист етичного контекстуалізму» (англ. Morality without Foundations: A Defense of Ethical Contextualism) (1999) Марк Тіммонс пропонує реконструкцію поглядів Маккі у вигляді двох пов'язаних між собою аргументів. Вони ґрунтуються на відкиданні властивостей, фактів і відносин, які не вписуються у світогляд філософського натуралізму, ідеї, «що все — включно з подіями, фактами, властивостями тощо — є частиною природного фізичного світу, який досліджує наука» (1999, с. 12). Тіммонс додає: «Незаперечна привабливість цього погляду в сучасній філософії, безсумнівно, випливає з піднесення сучасної науки й віри в те, що наука є нашим найкращим шляхом до пізнання природи реальності».
Існує кілька способів, за якими моральні властивості нібито є рідкісними:
- Наш звичайний моральний дискурс нібито посилається на внутрішньо приписані властивості й факти, «які б якимось чином мотивували нас або надавали причини для дій незалежно від наших бажань і відрази», але такі властивості й факти не узгоджуються з філософським натуралізмом[5].
- Оскільки об'єктивні моральні властивості нібито керують природними властивостями (наприклад, біологічними або психологічними), зв'язок між моральними властивостями й природними властивостями є метафізично таємничим і не узгоджується з філософським натуралізмом.

- Моральний реаліст, який підтримує існування метафізично дивних властивостей, фактів і відносин, повинен також запропонувати певну особливу здатність, завдяки якій ми маємо знання про них[6].

#### Відгуки та критика
Крістін Корсґаард (1996) відповідає Маккі наступним чином: Інші критики дискусії вказують на те, що через сам факт, що такі сутності мали б бути чимось фундаментально відмінним від того, що ми зазвичай відчуваємо, а отже, ймовірно, поза межами нашого досвіду, ми не можемо prima facie мати підстав сумніватися чи стверджувати їхнє існування; отже, якби хтось мав незалежні підстави для припущення, що такі речі існують (такі, як, наприклад, редукція від протилежного), то аргумент дивакуватості не може дати особливих підстав думати інакше. Акіл Білґрамі (Akeel Bilgrami, 2006) навів відповідний аргумент.

### Аргумент відносності
Аргумент відносності або незгоди також був висунутий Маккі. У ньому Маккі починає з емпіричного спостереження, «що існує величезна кількість варіацій у моральних поглядах, і що моральні розбіжності часто характеризуються незвичайним ступенем нерозв'язності». Маккі стверджує, що найкращим поясненням цих явищ є те, що моральні судження «відображають прихильність до різних форм життя та участь у них».

### Аргумент неспроможності
Гілберт Харман стверджував, що нам не потрібно стверджувати існування об'єктивних цінностей, щоб пояснити наші «моральні спостереження».